# Bahnstrecke Metz–Anzeling
| Vigy Bahnhof 1907 |                      |                                                  |                                                  |
| Streckennummer (SNCF): | 174 000              |                                                  |                                                  |
| Kursbuchstrecke (SNCF): | 267c                 |                                                  |                                                  |
| Streckenlänge: | 30,9 km              |                                                  |                                                  |
| Spurweite: | 1435 mm (Normalspur) |                                                  |                                                  |
| |                      |                                                  |                                                  |
| Region (F): | Lothringen           |                                                  |                                                  |
| \| \| \| Bahnstrecke Réding–Metz-Ville v. Béning u. Nancy \| \| \| \| 154,3 0,0 \| Metz-Ville \| 178 m \| \| \| \| Bahnstrecke Metz–Luxemburg nach Luxemburg \| \| \| \| \| Umgehungsstrecke Metz-Stadt \| \| \| \| \| Umgehungsstrecke Metz-Stadt \| \| \| \| \| Bahnstrecke Metz–Luxemburg \| \| \| \| 2,8 \| Tunnel de Borny (70 m) \| Tunnel de Borny (70 m) \| \| \| 4,4 \| Vantoux (Wanten-Wallern) \| 207 m \| \| \| \| Viadukt de Vantoux (279 m) \| \| \| \| 6,7 \| Nouilly (Nieverlach) \| 215 m \| \| \| 8,0 \| Tunnel de Failly (770 m) \| Tunnel de Failly (770 m) \| \| \| 9,0 \| Viaduc de Failly (574 m) \| Viaduc de Failly (574 m) \| \| \| 9,9 \| Failly (Fallen) \| 230 m \| \| \| 12,2 \| Sanry-lès-Vigy (Senn b. Wigingen) \| 240 m \| \| \| 15,5 \| Vigy (Wigingen) \| 251 m \| \| \| 17,8 \| Hessange \| Hessange \| \| \| 19,9 \| Bettelainville (Bettsdorf) \| 233 m \| \| \| \| Bahnstrecke Merzig–Bettelainville \| \| \| \| 21,0 \| Viaduc de la Canner (262 m) \| Viaduc de la Canner (262 m) \| \| \| 21,2 \| Viaduc de Villers (170 m) \| Viaduc de Villers (170 m) \| \| \| 23,4 \| Villers-Bettnach (St. Hubert) \| 229 m \| \| \| 24,3 \| Tunnel Saint-Bernard (925 m) \| Tunnel Saint-Bernard (925 m) \| \| \| 27,1 \| Piblange (Pieblingen) \| 221 m \| \| \| \| Bahnstrecke Völklingen–Thionville von Thionville \| \| \| \| 30,9 \| Anzeling (Anslingen) \| 208 m \| \| \| \| Bahnstrecke Völklingen–Thionville n. Völklingen \| \| |                      |                                                  |                                                  |
| |                      | Bahnstrecke Réding–Metz-Ville v. Béning u. Nancy |                                                  |
| Bahnhof | 154,3 0,0            | Metz-Ville                                       | 178 m                                            |
| Abzweig ehemals geradeaus und nach links |                      | Bahnstrecke Metz–Luxemburg nach Luxemburg        | Bahnstrecke Metz–Luxemburg nach Luxemburg        |
| Kreuzung (Strecke geradeaus außer Betrieb) |                      | Umgehungsstrecke Metz-Stadt                      | Umgehungsstrecke Metz-Stadt                      |
| Abzweig geradeaus und von rechts (Strecke außer Betrieb) |                      | Umgehungsstrecke Metz-Stadt                      | Umgehungsstrecke Metz-Stadt                      |
| Abzweig geradeaus und von links (Strecke außer Betrieb) |                      | Bahnstrecke Metz–Luxemburg                       | Bahnstrecke Metz–Luxemburg                       |
| Tunnel (Strecke außer Betrieb) | 2,8                  | Tunnel de Borny (70 m)                           | Tunnel de Borny (70 m)                           |
| Bahnhof (Strecke außer Betrieb) | 4,4                  | Vantoux (Wanten-Wallern)                         | 207 m                                            |
| Brücke über Wasserlauf (Strecke außer Betrieb) |                      | Viadukt de Vantoux (279 m)                       | Viadukt de Vantoux (279 m)                       |
| Haltepunkt / Haltestelle (Strecke außer Betrieb) | 6,7                  | Nouilly (Nieverlach)                             | 215 m                                            |
| Tunnel (Strecke außer Betrieb) | 8,0                  | Tunnel de Failly (770 m)                         | Tunnel de Failly (770 m)                         |
| Brücke über Wasserlauf (Strecke außer Betrieb) | 9,0                  | Viaduc de Failly (574 m)                         | Viaduc de Failly (574 m)                         |
| Haltepunkt / Haltestelle (Strecke außer Betrieb) | 9,9                  | Failly (Fallen)                                  | 230 m                                            |
| Bahnhof (Strecke außer Betrieb) | 12,2                 | Sanry-lès-Vigy (Senn b. Wigingen)                | 240 m                                            |
| Kopfbahnhof Strecke bis hier außer Betrieb | 15,5                 | Vigy (Wigingen)                                  | 251 m                                            |
| Haltepunkt / Haltestelle | 17,8                 | Hessange                                         | Hessange                                         |
| Bahnhof | 19,9                 | Bettelainville (Bettsdorf)                       | 233 m                                            |
| Abzweig ehemals geradeaus und nach links |                      | Bahnstrecke Merzig–Bettelainville                | Bahnstrecke Merzig–Bettelainville                |
| Brücke über Wasserlauf (Strecke außer Betrieb) | 21,0                 | Viaduc de la Canner (262 m)                      | Viaduc de la Canner (262 m)                      |
| Brücke über Wasserlauf (Strecke außer Betrieb) | 21,2                 | Viaduc de Villers (170 m)                        | Viaduc de Villers (170 m)                        |
| Haltepunkt / Haltestelle (Strecke außer Betrieb) | 23,4                 | Villers-Bettnach (St. Hubert)                    | 229 m                                            |
| Tunnel (Strecke außer Betrieb) | 24,3                 | Tunnel Saint-Bernard (925 m)                     | Tunnel Saint-Bernard (925 m)                     |
| Bahnhof (Strecke außer Betrieb) | 27,1                 | Piblange (Pieblingen)                            | 221 m                                            |
| Abzweig ehemals geradeaus und von links |                      | Bahnstrecke Völklingen–Thionville von Thionville | Bahnstrecke Völklingen–Thionville von Thionville |
| Bahnhof | 30,9                 | Anzeling (Anslingen)                             | 208 m                                            |
| |                      | Bahnstrecke Völklingen–Thionville n. Völklingen  |                                                  |

Die Bahnstrecke Metz–Anzeling bestand zwischen den Jahren 1908 und 1944 und gehörte zum Netz der Strategischen Bahnen im Aufmarschgebiet Lothringens. Mit der Zerstörung der vier Viadukte durch die Wehrmacht hatte die Strecke ihre Bedeutung verloren und keine Zukunft mehr. Auf dem dreieinhalb Kilometer langen Abschnitt Vigy–Bettelainville, der Teil der insgesamt zwölf Kilometer langen Strecke Vigy–Hombourg-Budange ist, verkehrt heute noch die private Museumsbahn Chemin de fer touristique de la vallée de la Canner.

## Geschichte

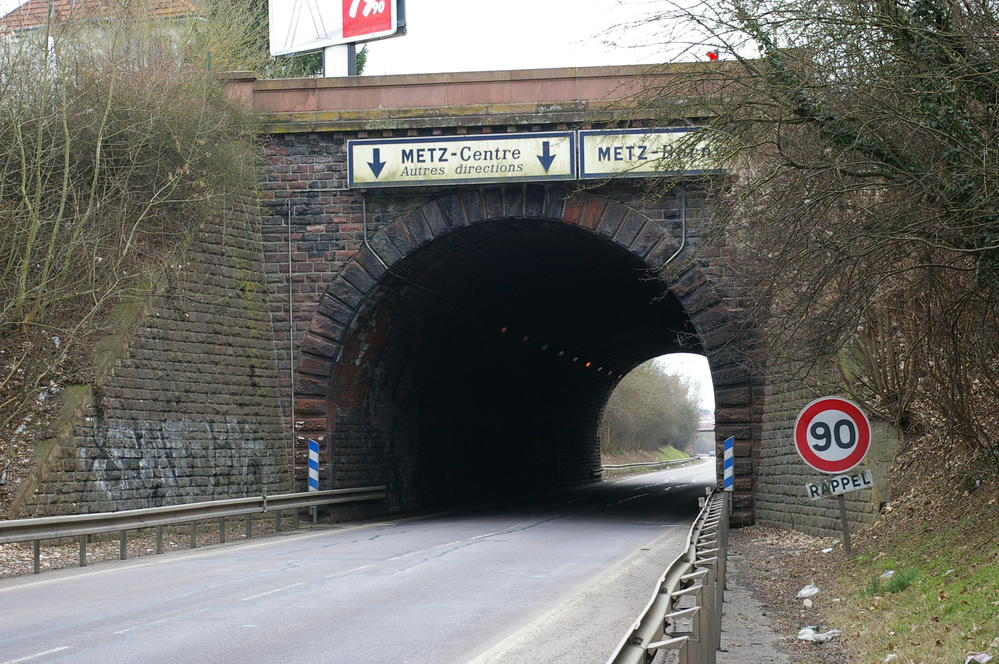
Der ehemalige Eisenbahntunnel von Borny

Der 30 Kilometer lange Abschnitt hat 24 Mio. Goldmark gekostet, also 800.000 Goldmark pro Kilometer. Die Beteiligung des Landkreises betrug wie üblich 40.000 Goldmark pro Kilometer.
Der Bau der Strecke bereitete den Ingenieuren große Schwierigkeiten, da die Topografie eine Aneinanderreihung von größeren und kleineren Bergrücken darstellte, die von der Linie gekreuzt werden mussten. Beim Durchstich des Failly-Tunnels traten mehrere aufeinander folgende Erdrutsche auf, die den Bau verzögerten. Keine von den Deutschen gebaute Strecke in Lothringen erforderte mehr Kunstbauwerke als die Strecke Metz–Anzeling. Die Kosten waren daher immens: Das knapp 600 Meter lange Failly-Viadukt, das bis zu seiner Zerstörung die längste Eisenbahnbrücke Lothringens war, schlug mit 2,5 Mio. Mark zu Buche, der sich gleich anschließende Tunnel kostete noch einmal 1,8 Mio. Mark. Die Strecke wurde von Anfang an zweigleisig angelegt und betrieben. Sie war sowohl für den Personen-, als auch für den Güter- und Bahnpostverkehr vorgesehen. Zum Teil liefen Züge der Verbindung Paris Est–Frankfurt Hbf über diese Strecke. Die Linie führte weiter über Dillingen und Türkismühle (Nahetalbahn), sie war Teil der kürzesten Strecke zwischen Metz und Mainz; ihr wurde daher eine äußerst wichtige strategische Bedeutung beigemessen.
1946 wurde der kurze Abschnitt Metz–Vantoux wiedereröffnet, da hier keine größeren Schäden an den Bahnanlagen entstanden waren. Den Bahnhof Vantoux benutzten die Arbeiter der Schuhfabrik Legris, der sich in der Nähe befand.
Das einzige Kunstbauwerk, das heute benutzt wird, ist der 70 Meter lange Tunnel de Borny, durch den die zweispurige Schnellstraße als Zubringer zur Autoroute A4 stadteinwärts verläuft.